# About Face
About Face é o segundo álbum de estúdio do cantor, compositor e guitarrista David Gilmour, lançado em 1984, época em que era integrante da banda de rock psicodélico Pink Floyd. Em relação ao disco anterior, este trouxe um repertório mais bem produzido, que atraiu a atenção da mídia especializada.

## Gravação
O álbum foi gravado com o engenheiro Andy Jackson em uma época em que o futuro do Pink Floyd era incerto. Foi mixado por James Guthrie no Mayfair Studios em Londres, Inglaterra.
Gilmour disse que queria reservar seu tempo para fazer "um álbum realmente bom" e "conseguir os melhores músicos do mundo que eu pudesse encontrar para tocar comigo". Entre os músicos do álbum estão o baterista Jeff Porcaro, o baixista Pino Palladino, o tecladista do Deep Purple, Jon Lord, os backing vocals Roy Harper e Sam Brown, o arranjador de orquestra Michael Kamen (que também trabalhou em The Pros and Cons of Hitch Hiking, The Final Cut e The Wall) e o tecladista Steve Winwood.
Outra música escrita para o álbum não foi usada por Gilmour. Ele pediu a Roy Harper e, separadamente, a Pete Townshend, que fornecessem a letra, mas achou que os versos dados por eles não tinham uma mensagem com a qual ele pudesse se identificar. Posteriormente, Harper usou a música, com sua letra, como “Hope”, em seu 13º álbum de estúdio, Whatever Happened to Jugula? (1985). Townshend a usou com sua letra como “White City Fighting”, que tem um ritmo nitidamente mais rápido, em seu quarto álbum solo de estúdio, White City: A Novel (1985), no qual Gilmour toca.

## Composição
Acho que Pete [Townshend] sente algumas restrições sobre o que gostaria de fazer com o Who, como acho que todos nós sentimos restrições em tudo o que tentamos [fazer], apenas por causa dos tipos de personalidades e papéis que criamos para nós mesmos. Eu sei que ele se sentiu desconfortável com certas coisas... coisas que ele poderia expressar em seu trabalho solo. Para mim, a restrição era a escala do que o Pink Floyd havia se tornado, mais do que qualquer outra coisa. É bom sair e fazer algo em uma escala um pouco diferente; sair e ir a teatros, o que não é realmente uma possibilidade com o Pink Floyd até ficarmos muito menos populares.— David Gilmour.
Mais tarde, Gilmour foi entrevistado pelo disc jockey (DJ) Doug “Redbeard” Hill, de Dallas, Texas, no programa de rádio In the Studio with Redbeard, no qual o foco foi seu terceiro álbum solo de estúdio, On an Island, de 2006. Ele comentou sobre About Face dizendo que, "olhando para trás, ele tem alguns momentos ótimos, mas todo o seu sabor é muito anos 80 para o meu gosto atual".
"Murder" foi um protesto de Gilmour sobre o assassinato sem sentido de John Lennon, um colega musical de longa data e uma inspiração para ele. Gilmour compôs uma linha de baixo solo sem trastes (tocada por Pino Palladino), acrescentando um groove de funk ao início acústico da música, levando a uma ponte instrumental, em que a música aumenta a velocidade da batida com mais instrumentos elétricos. Gilmour gravou duas composições de Townshend: "Love on the Air" e "All Lovers Are Deranged". "Enviei-lhe três músicas e ele me enviou três conjuntos de letras. Duas delas me agradaram muito. Uma não. Ele fez as duas em About Face e fez a outra ['White City Fighting'] em seu álbum White City." A letra de "Love on the Air" foi escrita em um dia, depois que Gilmour pediu a ajuda de Townshend. "You Know I'm Right" foi escrita de forma semelhante a "How Do You Sleep?", de Lennon, e foi uma provocação a Waters. "Cruise" era sobre Ronald Reagan ter mísseis de cruzeiro estacionados na Grã-Bretanha na época.

## Faixas
1. Until We Sleep (5:12)
2. Murder (4:58)
3. Love On the Air (4:18)
4. Blue Light (4:35)
5. Out of the Blue (3:36)
6. All Lovers are Deranged (3:14)
7. You Know I'm Right (5:04)
8. Cruise (4:39)
9. Let's Get Metaphysical (4:09)
10. Near the End (5:43)

## Músicos
1. David Gilmour / guitarra, vocais
2. Jeff Porcaro / bateria, percussão
3. Pino Palladino / baixo
4. Ian Kewley / Órgão Hammond, piano

## Participações especiais
1. Steve Winwood / piano, órgão
2. Anne Dudley / sintetizador
3. Bob Ezrin / teclados
4. Louis Jardine / percussão
5. Ray Cooper / percussão
6. Jon Lord / sintetizador
7. Roddy Lorimer, Barbara Snow, Tim Sanders, Simon Clerk / The Kick Horns
8. Vicki & Sam Brown, Mickey Feat, Roy Harper / vocais
9. Steve Rance / Fairlight programming
10. The National philharmonic Orchestra arranged by Micheal Kamen com Bob Ezrin